# Dobrivoje Vasiljević
Dobrivoje Vasiljević - Iztok, srbski četniški komandant, * (?) 1911, Surovići, Srbija, † 27. november 1942, Suhor pri Metliki. 
Končal je šolo nižje Vojaške akademije v Beogradu. Po okupaciji 1941 je v Ljubljani prišel v stik s četniškim vodstvom za Slovenijo. Maja 1942 je vstopil v tako imenovano slovensko nacionalno ilegalo (četniški oddelek) in z njo odšel na Dolenjsko, ko pa je iz Štajerskega bataljona nastala Legija smrti je postal poveljnik njenega 1. bataljona. Ta se je jeseni z okoli 580 legionarji nastanil pod Gorjanci, štab pa na Suhorju pri Mletliki. Proti koncu novembra 1942 je bilo v postojanki ob četi 128 mož tudi 37 italijanskih vojakov. V napadu na postojanko 27. novembra so sodelovale
Cankarjeva brigada, 13. hrvaška brigada in Vzhodnodolenjski odred. Napad je bil uspešen, pri tem je padlo 16, 91 legionarjev pa je bilo ujetih; med 8 na smrt obsojenimi in ustreljenimi legionarji je bil tudi stotnik Vasiljević. Po njem so 4. bataljon Dolenjskega četniškega odreda poimenovali Iztokov.